# 狼吻夜驚魂
《狼吻夜驚魂》（英語：Midnight Caller），是一部1995年上映的香港懸疑電影，彭丹 、王敏德等主演。

## 劇情
周美詩（彭丹飾演）為電台深夜節目主持「夜半無人私語時」的主持，但自從一名餓狼的聽眾，便開始一場追兇戰...

## 角色
| 演員   | 角色   | 粵語配音 | 備註                                       |
| 彭丹   | 周美詩 |          | 廣播主持人，與探長多次豔遇。               |
| 王敏德 | 王探長 | 高翰文   | 警察 周美詩之冤家，後和好 周新旭女友的上司 |

## 外部連結
- 豆瓣电影上《狼吻夜驚魂》的資料 （简体中文）
- 香港影庫上《狼吻夜驚魂》的資料（繁體中文）